# Adolf Mayer
Adolf Eduard Mayer, född den 9 augusti 1843 i Oldenburg, död den 25 december 1942 i Heidelberg, var en tysk kemist. Han räknas som en av pionjärerna inom virologin. Adolf Mayer var son till Karl August Mayer och dotterson till Leopold Gmelin.
Mayer gick i skolan i Mannheim. Åren 1860–1862 studerade han matematik och kemi (för bland andra Karl Weltzien) vid tekniska högskolan i Karlsruhe. År 1862 skrevs han in vid universitetet i Heidelberg, där han promoverades 1864. Efter fortsatta studier i Gent (för August Kekulé) och inom den kemiska industrin i Belgien återvände Mayer till Tyskland. Där arbetade han 1865–1866 som assistent vid universitetet i Halle, där han under inflytande från Julius Kühn började ägna sig åt agrikulturkemin. Åren 1867–1868 var han assistent vid försöksstationen i Karlsruhe. År 1869 habiliterade han sig i Heidelberg med avhandlingen Untersuchungen über die alkoholische Gährung, den Stoffbedarf und Stoffumsatz der Hefepflanze. Arbetet bedömdes av bland andra botanikern Wilhelm Hofmeister och kemisten Robert Wilhelm Bunsen. Efter habilitationen var Mayer verksam som privatdocent vid universitetet i Heidelberg. År 1875 utnämndes han till professor där. Denna period i Heidelberg var en höjdpunkt i hans vetenskapliga verksamhet. År 1869 publicerade Mayer sitt verk Das Düngerkapital und der Raubbau, där han vederlade Justus von Liebigs teori om rovdrift, vilket gjorde honom illa sedd bland sina kolleger. Dessutom skrev Mayer under dessa år sitt huvudverk Lehrbuch der Agrikulturchemie, vilket blev ett standardverk inom området. År 1876 övergick Mayer till en tjänst som lärare i agrikulturkemi och agrikulturteknologi vid lantbrukshögskolan i Wageningen i Nederländerna. År 1877 blev han föreståndare för den nyligen grundade statliga försöksstationen, där han 1882–1886 bedrev pionjärarbete om tobaksmosaikvirus. Efter pensioneringen 1903 flyttade Mayer tillbaka till Heidelberg, där han fortsatte sitt vetenskapliga arbete.